# A Collection of Beatles Oldies
A Collection of Beatles Oldies (även kallad Oldies But Goldies) är ett samlingsalbum med The Beatles utgivet den 10 december 1966. Allt sedan gruppens genombrott hade man gett ut två LP-album per år i Europa. När det stod klart att man inte skulle hinna ge ut någon mer original-LP än Revolver 1966 beslöt gruppens producent George Martin och skivbolaget Parlophone att i stället ge ut en samlings-LP till julhandeln 1966. Albumet släpptes i Storbritannien och Australien den 10 december 1966, men släpptes aldrig i USA.
Albumet kom ut i stereo. Vid sammanställningen av LP:n visade det sig att "She Loves You" enbart fanns bevarad i monomixning, varför denna version gjordes om till en så kallad fejkstereo.
Larry Williams' låt "Bad Boy", som är den enda covern på samlingsalbumet, hade tidigare inte funnits utgiven i Storbritannien. Däremot fanns den med på den amerikanska LP:n Beatles VI 1965.
I Storbritannien hade följande låtar tidigare inte funnits på något LP-album: "From Me To You", "She Loves You" och "I Want to Hold Your Hand" (samtliga tre singlar från 1963), "I Feel Fine" (singel från 1964), "We Can Work It Out"/"Day Tripper" (singel från 1965 med dubbel A-sida) samt "Paperback Writer" (singel från 1966).
"Can't Buy Me Love" och "A Hard Day's Night" hade tidigare funnits med på LP:n A Hard Day's Night 1964, "Ticket To Ride", Help! och "Yesterday" på LP:n Help! 1965, "Michelle" på LP:n Rubber Soul 1965 samt singeln "Yellow Submarine"/"Eleanor Rigby" (med dubbla A-sidor) från LP:n Revolver, som kommit ut tidigare under 1966.

## Låtlista
Alla låtar är skrivna John Lennon och Paul McCartney om inget annat namn anges.

### Sida 1
1. "She Loves You"
2. "From Me to You"
3. "We Can Work It Out"
4. "Help!"
5. "Michelle"
6. "Yesterday"
7. "I Feel Fine"
8. "Yellow Submarine"

### Sida 2
1. "Can't Buy Me Love"
2. "Bad Boy" (Larry Williams)
3. "Day Tripper"
4. "A Hard Day's Night"
5. "Ticket to Ride"
6. "Paperback Writer"
7. "Eleanor Rigby"
8. "I Want to Hold Your Hand